# Sobreexplotació

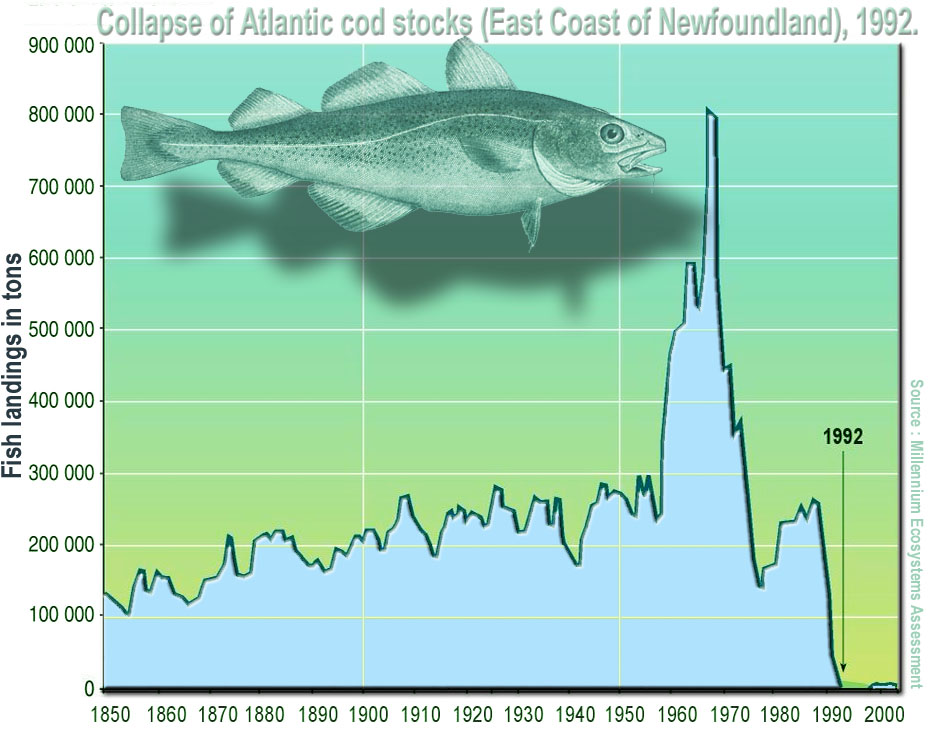
Les existències del bacallà de l'Atlàntic han estat sobreexplotades per la sobrepesca durant les dècades de 1970 i 1980 fins al col·lapse de 1992.

La sobreexplotació és la recollida d'un recurs natural fins al punt dels rendiments decreixents. La sobreexplotació sostinguda pot conduir a la desaparició o la destrucció del recurs. El terme aplica per exemple a plantes medicinals, pastures, pesca, boscos, minerals, recursos energètics, aqüífers d'aigua i hidrologia en general.
En ecologia, la sobreexplotació és una de les cinc activitats principals que amenacen la biodiversitat global: les poblacions que es recullen a un ritme que és insostenible, donades les seves taxes naturals de mortalitat i de les capacitats per a la reproducció. Això pot donar lloc a l'extinció d'una població i fins i tot l'extinció d'espècies senceres. En biologia de la conservació, el context sol ser el de l'activitat econòmica humana que implica utilitzar recursos biològics o organismes en major nombre que les seves poblacions poden suportar.
En el context de la pesca, el terme sobrepesca pot utilitzar-se en lloc de la sobreexplotació, com el pasturatge excessiu en la gestió d'estocs, el terme en anglès: overlogging, en la gestió forestal. La sobreexplotació no és una activitat limitada als humans. Els depredadors i herbívors introduïts, per exemple, poden sobreexplotar la flora i fauna nativa.